# Raimund-Preis
Der Raimund-Preis war eine österreichisch-ungarische Auszeichnung für Theaterautoren im Gedenken an Ferdinand Raimund.

## Preisträger
- 1896 Carl  Karlweis für das Volksstück Der kleine Mann
- 1900 Max Egon Burckhard für das Volksstück  s'Katherl
- 1901 Heinrich Schrottenbach (* 8. Mai 1848; † 22. Februar 1937) für das Volksstück Die Schröderischen (UA 1901)
- 1904 Rudolf Hawel für die Komödie Die Politiker (UA 1904)
- 1908 Kurt Frieberger (* 4. April 1883; † 19. November 1970) für die Komödie Das Glück der Vernünftigen (UA 1907)
- 1911 Rudolf Holzer (* 28. Juli 1875; † 17. Juli 1965) für das Schauspiel Gute Mütter
- 1914 Arthur Schnitzler für das Drama Der junge Medardus (UA 1910)[1]
- 1916 Anton Wildgans für die Tragödie Armut (UA 1914)
- 1918 Julius Bittner für das Wiener Singspiel Der liebe Augustin (UA 1917)

## Dotierung
1914 war der Preis mit 2000 Kronen dotiert.